# Eponym (Sprachwissenschaft)
Der Begriff Eponym (Neutrum, altgriechisch ἐπώνυμος epṓnymos, deutsch ‚namengebend‘, aus ἐπι epi, deutsch ‚an, bei, nach‘, und ὄνομα ónoma, deutsch ‚Name‘) oder Eigennamenbegriff wird in den Sprachwissenschaften in zwei entgegengesetzten Bedeutungen verwendet:
1. Entweder für ein Wort, das aus einem Eigennamen abgeleitet ist (ab 1679 auch als Patronym bezeichnet[2]),
2. oder für den Eigennamen selbst, der einer solchen Ableitung etymologisch zugrunde liegt (seit 1755[2]). Dann wird das Ergebnis einer solchen Ableitung mit dem Gegenbegriff Deonym bezeichnet.

## Eponym als Gegenbegriff zu Deonym
In der seit den 1980er Jahren in der romanischen Sprachwissenschaft von Enzo La Stella initiierten Deonomastik, deren Gegenstandsgebiet diejenigen Elemente eines Wortschatzes sind, die aus Eigennamen abgeleitet sind, wird der Eigenname, der einer solchen Ableitung als etymologische Basis zugrunde liegt, als Eponym bezeichnet. Das Ergebnis der Ableitung, das seinerseits ebenfalls wieder ein Eigenname, ein Appellativum, ein Verb oder ein Adjektiv sein kann, wurde von La Stella als Deonomastikon bezeichnet, während sich bei seinen Nachfolgern hierfür der Begriff Deonym (aus lateinisch de ‚von‘, ‚ab-‘ und griech. ὀνομα ‚Name‘) oder deonymische Ableitung eingebürgert hat.
Beispiel: Guillotine „Fallbeil“ und guillotinieren „mit dem Fallbeil hinrichten“ sind im Verständnis der Deonomastik Deonyme, abgeleitet aus dem Eponym Guillotin, dem Namen des französischen Arztes Joseph-Ignace Guillotin, auf dessen Initiative hin das Fallbeil als Hinrichtungsmaschine in den französischen Strafvollzug eingeführt wurde.

## Eponym als Bezeichnung für die Namensableitung
In der englischsprachigen oder vom englischen Sprachgebrauch geprägten Sprachwissenschaft und in der Slavistik, soweit sie sich nicht bereits der Terminologie der Deonomastik angeschlossen haben, wird demgegenüber das Ergebnis der Ableitung aus einem Eigennamen (also das Deonym im Verständnis der Deonomastik) als Eponym bezeichnet.
Guillotine „Fallbeil“ und guillotinieren „mit dem Fallbeil hinrichten“ sind in diesem Verständnis jeweils Eponyme, während der als Basis zugrundeliegende Eigenname (Guillotin) terminologisch nicht mit einem eigenen Gegenbegriff unterschieden wird.
Diese Verwendungsweise ist außerhalb der Sprachwissenschaft besonders in populärwissenschaftlichen und wissenschafts- oder technikgeschichtlichen Zusammenhängen verbreitet, wo als ‚Eponyme‘ besonders Ableitungen eines Appellativums aus einem Markennamen (z. B. Tempo in verallgemeinerter Bedeutung „Papiertaschentuch“) oder, ähnlich wie im Fall von Guillotine „Fallbeil“, ‚kommemorative‘ Ableitungen des Namens für eine Erfindung oder Entdeckung aus dem Namen ihres Erfinders oder Entdeckers oder einer anderen damit besonders zu ehrenden Person im Vordergrund stehen und es auf die sprachwissenschaftliche Unterscheidung zwischen primärer und abgeleiteter Verwendungsweise nicht vorrangig ankommt.
Vonseiten der Deonomastik wurde diese Verwendungsweise des Begriffs Eponyms zuweilen als  „weniger angemessen“ und Quelle möglicher Missverständnisse kritisiert.

## Listen
Insgesamt gibt es zahlreiche Begriffe, die auf einen Namensgeber verweisen. Beispiele finden sich in folgenden Listen: 
- Deonyme nach Sachgebiet
- Liste von Maßeinheiten, die nach Wissenschaftlern benannt wurden
- Kategorie:Eponymie